# Głomno
Głomno (deutsch Glommen) ist ein Ort in der polnischen Woiwodschaft Ermland-Masuren. Er gehört zur Gmina Bartoszyce (Landgemeinde Bartenstein) im Powiat Bartoszycki (Kreis Bartenstein (Ostpr.)).

## Geographische Lage
Głomno liegt vier Kilometer südlich der polnischen Staatsgrenze zur russischen Oblast Kaliningrad (Gebiet Königsberg (Preußen)) in der nördlichen Mitte der Woiwodschaft Ermland-Masuren. Bis zu den heute auf russischem Hoheitsgebiet gelegenen früheren Kreisstädten Friedland (russisch Prawdinsk) und Preußisch Eylau (russisch Bagrationowsk) sind es 22 Kilometer in nordöstlicher bzw. elf Kilometer in nordwestlicher Richtung. Die heutige Kreismetropole Bartoszyce (deutsch Bartenstein) liegt neun Kilometer in südöstlicher Richtung.

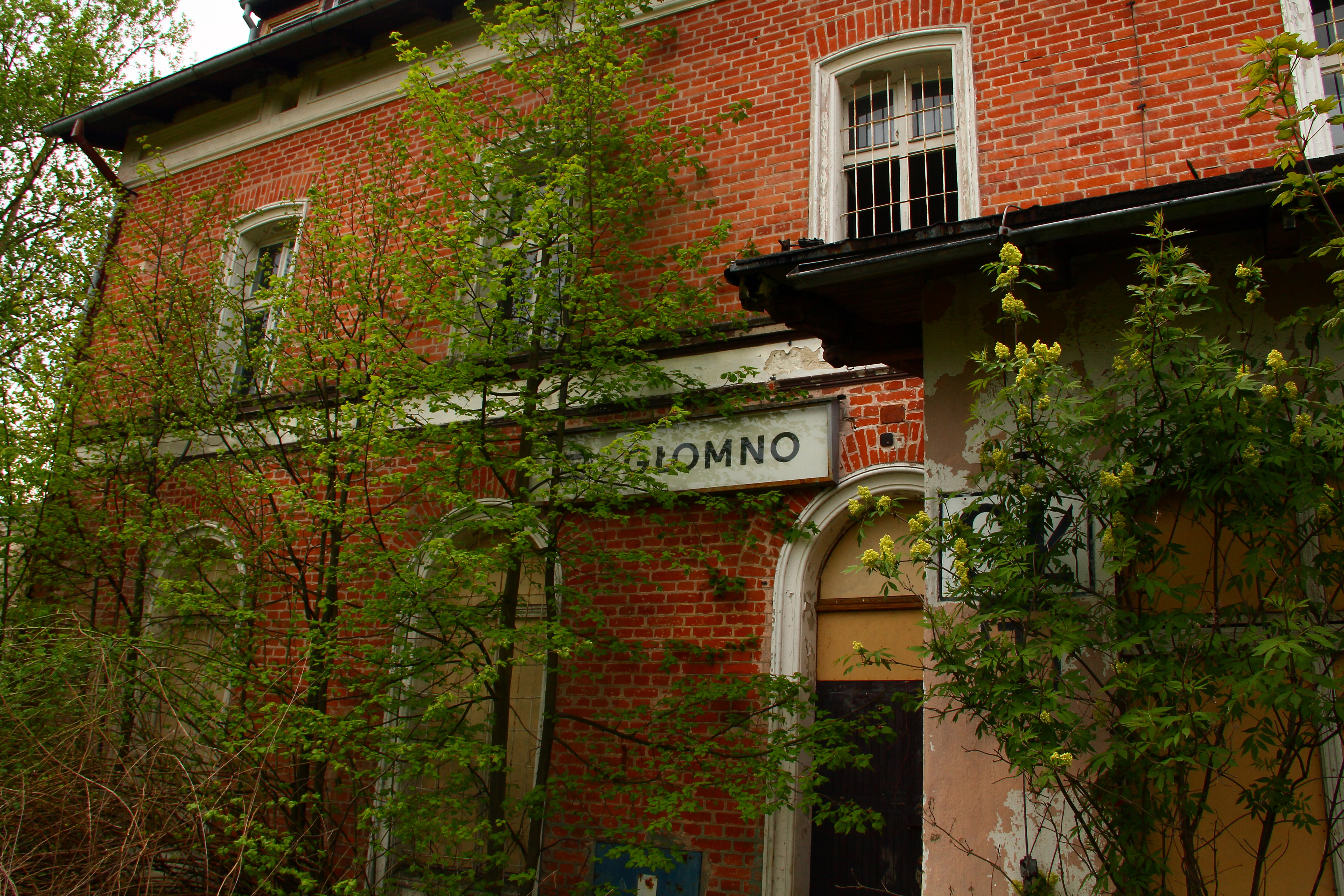
Das heute verwahrloste Stationsgebäude des Bahnhofs Glommen und späteren Grenzbahnhofs Głomno

## Geschichte
Vor 1295 wurde Sclum bzw. Sclumen gegründet und danach Glumen, nach 1414 Glummen bzw. nach 1595 Glommen genannt. Das Dorf bestand aus einem großen Gut mit mehreren Gehöften.
Als im Jahre 1874 der Amtsbezirk Markienen (polnisch Markiny) im ostpreußischen Kreis Friedland gebildet wurde, wurde Glommen sowohl als Landgemeinde als auch als Gutsbezirk eingegliedert. Noch bis zum 21. Juni 1878 gehörte das Vorwerk Stilgen (polnisch Styligi) zu Glommen, wurde dann aber in den Amtsbezirk Beisleiden (polnisch Bezledy) im Kreis Preußisch Eylau einbezogen.
Am 17. November 1883 wurde die Landgemeinde Glommen in den Gutsbezirk Glommen umgegliedert. Der so vergrößerte Gutsbezirk Glommen zählte im Jahre 1910 insgesamt 188 Einwohner.
Am 1. November 1928 verlor Glommen seine Eigenständigkeit und wurde nach  Kromargen (polnisch Kromarki) im Amtsbezirk Beisleiden, Kreis Preußisch Eylau, eingemeindet.
Als 1945 in Kriegsfolge das gesamte südliche Ostpreußen zu Polen kam, erhielt Glommen die polnische Namensform „Głomno“. Der Ort ist heute eine Siedlung (polnisch = Osada) innerhalb der Landgemeinde Bartoszyce (Bartenstein) im Powiat Bartoszycki (Kreis Bartenstein (Ostpr.)), von 1975 bis 1998 der Woiwodschaft Olsztyn, seither der Woiwodschaft Ermland-Masuren zugeordnet. Głomno ist wieder eigenständig und zählte im Jahre 2022 insgesamt 117 Einwohner.

## Kirche
Vor 1945 war Glommen kirchlich nach Bartenstein (polnisch Bartoszyce) ausgerichtet: zur dortigen evangelischen St.-Johannis-Kirche innerhalb der Kirchenprovinz Ostpreußen der Kirche der Altpreußischen Union sowie zur Kirche St. Bruno im damaligen Bistum Ermland.
Heute gehört Głomno katholischerseits zur Pfarrei Bezledy (Beisleiden) im jetzigen Erzbistum Ermland, evangelischerseits heute zur Gemeinde in Bartoszyce, die jetzt eine Filialgemeinde der St.-Johannes-Kirche in Kętrzyn (Rastenburg) innerhalb der Diözese Masuren der Evangelisch-Augsburgischen Kirche in Polen ist.

## Verkehr

### Straße
Głomno liegt an einer Nebenstraße, die die polnische Landesstraße 51 (frühere deutsche Reichsstraße 128) bei Bezledy (Beisleiden) mit der Woiwodschaftsstraße 512 (frühere Reichsstraße 142) bei Łoskajmy (Loschkeim) verbindet.

### Schiene

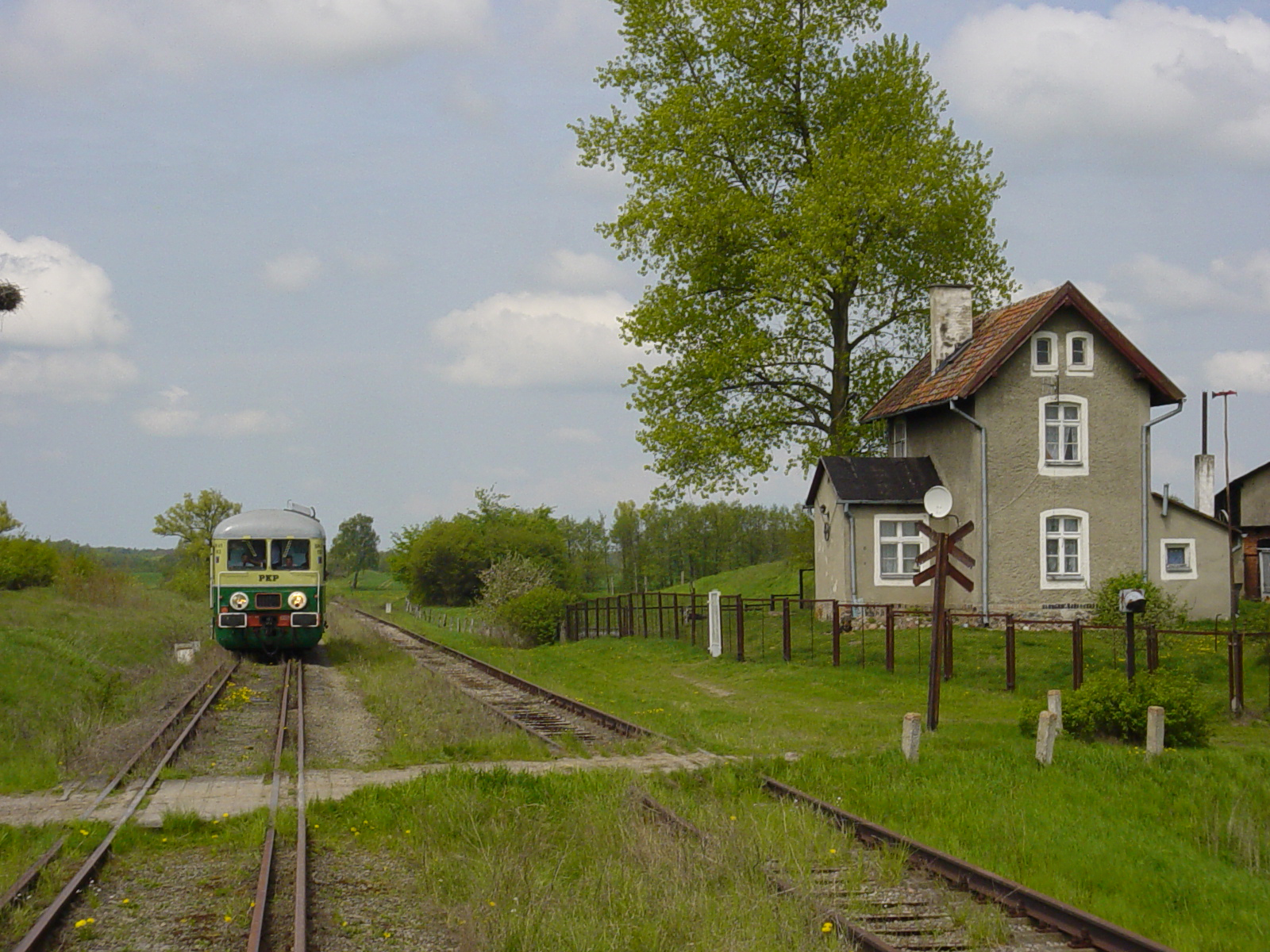
Der SN 61 im Bahnhof Głomno in Fahrtrichtung Bagrationowsk (Preußisch Eylau), Normal- mit Breitspurgleis

Seit dem 24. September 1866 und der Eröffnung der Ostpreußischen Südbahn-Strecke Königsberg–Prostken, vor 1945 teilweise sogar bis nach Brest im heutigen Weißrussland weiter befahren, ist Glommen Bahnstation an dieser vormals bedeutenden Schienenstrecke durch Ostpreußen und darüber hinaus.
In Kriegszeiten nur kurzzeitig unterbrochen wurde die Strecke 1945 in die Teilstrecken Bahnstrecke Kaliningrad–Bagrationowsk (russische Oblast Kaliningrad) und (Bagratinowsk–)Głomno–Białystok (polnische Woiwodschaften Ermland-Masuren und Podlachien) mit Głomno als Grenzbahnhof. Besonders der Güterverkehr wurde hier grenztechnisch kontrolliert, während der Personenverkehr kaum genutzt wurde. Zwischen Głomno und Bagrationowsk (Preußisch Eylau) wurde ein zusätzliches Breitspurgleis gelegt.
Am 4. November 1991 wurde der Personenverkehr auf dem Streckenabschnitt (Bagrationowsk–) Głomno–Bartoszyce eingestellt, im Jahre 2000 auch der Güterverkehr. Seit dem 1. Juli 2002 beginnt/endet die Strecke auch nicht mehr in Bartoszyce, sondern erst/schon in Korsze (Korschen). Das alte Bahnhofsgebäude in Głomno steht leer und befindet sich in einem verwahrlosten Zustand.